# Клевко, Геннадий Яковлевич
Геннадий Яковлевич Клевко́ (бел. Гена́дзь Кляўко́, 28 ноября 1931 (офиц. 1 мая 1932) — 21 августа 1979) — белорусский советский поэт, переводчик. Член Союза писателей СССР (1964).

## Биография
Родился в семье Марии Ивановны (Долгой) и Якова Софроновича Клевко в деревне Вороничи (ныне — Пуховичского района Минской области). Учился в Руденской средней школе (окончил в 1950 году), затем на филологическом факультете Белорусского государственного университета имени В. И. Ленина (окончил в 1955 году). С 1954 по 1963 работал литературным редактором газеты «Колхозная правда» (белор. «Калгасная праўда»), с 1963 по 1973 — литературным сотрудником и ответственным секретарём в журнале «Вожык», с 1973 по 1979 — заместителем главного редактора литературного журнала «Пламя» (белор. «Полымя»).

## Творчество
Изданы сборники поэзии на белорусском языке: «Обветренные дали» (1962), «Сто шагов» (1967), «Пристань» (1974), «Плуг» (1978), «Подкова над порогом» (1979, избранное), «Везьмо» (1984), сборник стихов для детей «Первый салют» (1964), сборник юмористичных стихов и миниатюр «Бездельник и кнопки» (1964), «Только бы не сглазить» (1971), «Что правда, то не грех…» (1971) и другие.
Геннадий Клевко занимался стихотворным переводом на белорусский язык писателей народов СССР. Издан сборник южно-осетинской поэзии «Трубит олень» (1975), сборник переводов стихов Косты Хетагурова «Осетинская лира» (1986) и другие.

## Интересные факты
- Памятная табличка на здании школы в честь поэта Г. Я. Клевко в РуденскеПисателей Геннадия Клевко, Рыгора Бородулина и Владимира Короткевича друзья называли «святой троицей».
- В 1965 году их направили на стажировку на Дальний Восток (Владивосток) в газету Тихоокеанского флота «Боевая вахта». В итоге, Геннадием Клевко было написано стихотворение «Триптих», а у Владимира Короткевича родилась задумка написать повесть «Чозения».
- На слова стихотворения Геннадия Клевко «Далёкий гром» Владимиром Кузьминым (в те годы солистом группы «Динамик») в начале 1980-х была написана одноимённая песня.

## Память
- Памятная табличка на здании школы в честь поэта Г. Я. Клевко в Руденске Пуховичского района Минской области